# Kaarma
Die Landgemeinde Kaarma (Kaarma vald) im estnischen Kreis Saare bestand von 1991 bis 2014. Der Verwaltungssitz lag in der Inselhauptstadt Kuressaare.
Im Zuge der Gebietsreform auf der Insel Saaremaa schloss sich 2014 die Landgemeinde Kaarma mit den Landgemeinden Kärla und Lümanda zur neuen Landgemeinde Lääne-Saare zusammen. 

## Persönlichkeiten
- Rudolf Kallas (1851–1913), Pastor und gesellschaftlicher Aktivist
- Viktor Kingissepp (1888–1922), Gründer und Führer der Kommunistischen Partei Estlands
- Godo Lieberg (1929–2016), deutscher Klassischer Philologe und Hochschullehrer